# あゆみトラスト・グループ
あゆみトラスト・グループは、日本の企業グループで、金融商品取引業・メディア事業・投資事業を行う。持ち株会社はあゆみトラスト・ホールディングス株式会社で、三井物産出身の高岡壮一郎がアブラハム・グループとして2004年に創業。本店は東京都千代田区大手町。

## 社名
旧グループ名に掲げる「アブラハム」は自己実現理論を唱えたアブラハム・マズローが由来。新グループ名の「あゆみ」は、顧客と「共に歩み続けたい」という経営方針に由来。

## 沿革
2004年8月、アブラハム・グループ・ホールディングス有限会社（準備会社）設立。
2005年8月営業開始し、東大同窓会学士会と提携し東大OB限定SNS「東大OBネット」を共同で運営。
2006年6月、東京海上日動火災、ジャフコ、みずほキャピタル等から5億円を調達
2006年11月、純金融資産が1億円以上の会員限定SNSの「YUCASEE」（ゆかし）を開設。
2008年、「ゆかしファミリーオフィス」を開始。
2009年、情報サイト「ゆかしメディア」を開設
2008年、アブラハム・インベストメントが、海外ファンドを専門とする投資助言会社として変更登録を受け、商号を「アブラハム・プライベートバンク」へ変更し、運営開始。
2010年、香港に証券会社「アブラハムウェルスマネジメント証券」を設立。
2011年11月、アブラハム・プライベートバンクが海外積立投資「いつかはゆかし」を開始。12月、「いつかはゆかし」テレビCMを開始
2013年10月、アブラハム・プライベートバンクが行政処分（6ヶ月の業務停止処分）を受けた
2014年4月、アブラハム・プライベートバンクが業務再開。
2014年6月、アブラハム・グループ・ホールディングスがアサツーディーケー等から増資。
2015年1月、「アブラハム・ウェルスマネジメント」を新規設立し、仲介業登録。適格機関投資家等特例業務届出
2016年1月、アブラハム・プライベートバンクが「ヘッジファンドダイレクト」に商号を変更。
グループも「アブラハム グループ」から「あゆみトラスト グループ」に商号を変更した
2017年10月、グループ本店を東京都千代田区大手町に移転した。
2017年12月、ヘッジファンドダイレクトの投資助言契約額が累計900億円。
2018年7月、「あゆみトラスト・ファンド」を設立、ブロックチェーン分野のスタートアップへの投資を開始した。
シンガポール拠点設立。
2019年6月、（甲）ゆかしウェルスメディア株式会社、（乙）あゆみトラスト・インベストメント株式会社、（丙）自分年金サポート株式会社、（丁）マネースクールＮｏ．１株式会社に関して、（甲）を存続させ（乙）（丙）（丁）を消滅させる合併を行う旨を官報で発表した。

## 子会社
アブラハム・ウェルスマネジメント株式会社以外は、2016年1月に現社名への変更が告知された。
あゆみトラスト・ホールディングス株式会社
持ち株会社、グループ経営管理。本社は東京都千代田区大手町。資本金及び準備金5億4760万円（グループ連結）。旧社名はアブラハム・グループ・ホールディングス株式会社。
アブラハムウェルスマネジメント証券会社 （AYJ854）
2010年投資専門の証券会社（在香港）、2016年にMBO。
ヘッジファンドダイレクト株式会社
投資助言会社、関東財務局長（金商）第532号。個人を対象にしたヘッジファンドに関する投資助言、「いつかはゆかし」を運営。
設立時の名称はアブラハム・インベストメント株式会社。2008年7月15日にアブラハム・プライベートバンク株式会社へ社名変更、2016年1月に現社名へ変更。
ゆかしウェルスメディア株式会社
「YUCASEE」、「ゆかしファミリーオフィス」、「ゆかしメディア」、「海外投資新聞」を運営。SNSにおける成果報酬広告料で利益を得る。
2013年7月にアブラハム・マーケティング株式会社設立、同年9月にアブラハム・グループ・ホールディングス株式会社より事業譲渡。2015年7月にアブラハム・ウェルスメディア株式会社に商号変更、2016年1月に現社名へ変更。
アブラハム・ウェルスマネジメント株式会社
金融サービス業、関東財務局長（金仲）第714号。2019年、ゆかしウェルスメディア株式会社と合併し消滅。

## 金融品取引法違反行為
2012年5月、週刊文春が「月10万円から始める資産1億円への道」としてアブラハムプライベートバンクの投資助言サービスを紹介した。
2012年、日本銀行副総裁であった岩田規久男が同社の急成長に関与している懸念について週刊誌のフライデーが報じたが、岩田は否定した。
後年（2016年）、代表の高岡は、このような記事が出たことを、大規模なテレビCMの弊害であり「珍事だ」と自著で述懐している。
2013年10月、「いつかはゆかし」は、金融商品取引法における「紹介」なのか「勧誘」なのかが問題となり、「勧誘」と認定された結果、投資助言登録しか有しない同社は無登録営業と判断され、2013年10月に6か月間の業務停止を受けた。弁護士の桑原義浩は、業務停止の中では最大級と述べている。日本経済新聞は「金商法で「紹介」と「勧誘」の違いが曖昧になっていることにも原因がある」と報じた。
2014年4月、行政処分に関する業務改善を終えた旨、金融庁公式HPに掲載された。

## 関連人物
- 島田精一 2013年までアブラハム・グループ・ホールディングス特別顧問[46]。元三井物産取締役副社長。
- 玉置浩伸 - 2007-2012年、アブラハム・グループ・ホールディングス社外取締役。三井物産時代の先輩[誰?]として創業に関わる[47]
- 塚本高史 - 2013年にアブラハム・プライベートバンクがCMキャラクターに起用[48]。